# Eleição municipal de Taboão da Serra em 2012
A Eleição municipal de Taboão da Serra em 2012 aconteceu em 7 de outubro do mesmo ano para eleger um prefeito, um vice-prefeito e 13 vereadores no município de Taboão da Serra, no Estado de São Paulo, no Brasil. O prefeito eleito foi Fernando Fernandes, do PSDB, com 60,05% dos votos válidos, sendo vitorioso logo no primeiro turno em disputa com dois adversários, Aprígio (PSB) e Stan (PSOL). O vice-prefeito eleito, na chapa de Fernando Fernandes, foi Laércio Lopes (PMDB).

## Antecedentes
Nas Eleições municipais de Taboão da Serra em 2008, o candidato reeleito foi Dr. Evilásio do (PSB) com 51,83% dos votos (69.067 mil votos), derrotando o atual prefeito da cidade em 2016, Fernando Fernandes (PSDB) com 36,84% dos votos. Em terceiro lugar, ficou Arlete Silva (PTB) com 8,69% dos votos.
Dias antes da eleição em 2008, a casa do candidato à prefeito naquele ano e atual prefeito em 2016, Fernando Fernandes foi alvo de disparos na madrugada do dia 03 de Outubro. Os disparos foram feitos por dois homens que passaram de moto em frente à casa do prefeito na região nobre de Taboão da Serra. O segurança da casa ouviu os disparos mas entendeu que fosse o barulho do escapamento da moto que estava passando. Ao todo foram 9 disparos, alguns acertaram a parte externa da casa mas ninguém se feriu. A matéria foi publicada pelo site G1, no dia 03/10/2008.

## Eleitorado
Na eleição de 2012, estiveram aptos a votar 135.364 taboenses, o que correspondia a 84,61% da população de Taboão da Serra.

## Campanha
Fernando Fernandes é o primeiro prefeito a administrar Taboão da Serra em três mandatos diferenciados (1997; 2001; e 2013). No ano de 2008 foi derrotado nas urnas pelo ex-prefeito da cidade, Dr. Evilásio que obteve 51,83% dos votos. Nas eleições municipais de Taboão da Serra em 2012, Fernando Fernandes disputou o posto de prefeito com Aprígio do PSB, e Stan do PSOL.
No começo das eleições daquele ano, já havia o falatório entre cidadãos de Taboão da Serra de que Fernando Fernandes já possuía vantagem sobre os demais concorrentes. O discurso prevaleceu depois que o atual prefeito na época, Dr. Evilásio, recebeu diversas críticas sobre a sua administração.
Em sua campanha, Fernando Fernandes elencou diversos problemas que a cidade havia enfrentando, principalmente a alta do IPTU. Segundo o portal Jornal Net, o prefeito eleito, em sua campanha, focou na apresentação de propostas, e partiu do próprio uma campanha limpa, sem a publicação de jornais atacando a imagem de seus adversários.
Ainda segundo o portal Jornal Net, Fernando Fernandes conseguiu barrar na gráfica, a impressão de um jornal feito para atacar a sua candidatura. O prefeito também discursava a favor de recuperar problemas principais como saúde pública, segurança da cidade, construção de escolas e acabar com a Zona Azul.

## Candidatos para Prefeito[6]
Foram três candidatos à prefeitura em 2012: Fernando Fernandes (PSDB), Aprígio (PSB) e Stan (PSOL).
| N.º | Candidato(a)       | Vice            | Partido | Coligação                   |
| --- | ------------------ | --------------- | ------- | --------------------------- |
| 45  | Fernando Fernandes | Laércio Lopes   | PSDB    | "Dias Melhores Virão"       |
| 40  | Aprígio            | Wagner Eckstein | PSB     | "Taboão Crescendo com Você" |
| 50  | Stan               | Wiliam Felippe  | PSOL    | "Frente de Luta Socialista" |